# Apataki

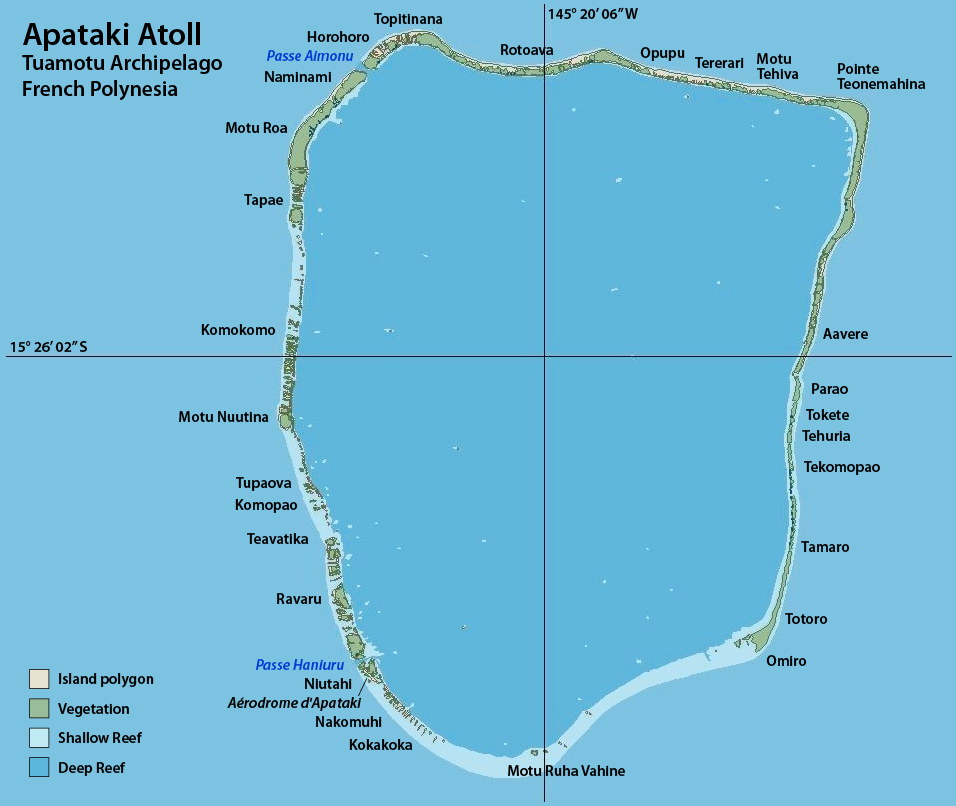
Carte

Apataki és un atol de les Tuamotu, a la Polinèsia Francesa. Administrativament és una comuna associada a la comuna d'Arutua. Geogràficament forma part de les illes Palliser. Està situat a 19 km a l'est d'Arutua i a 370 km al nord-est de Tahití.

## Geografia
Té unes dimensions de 64 km de llarg i 47 km d'ample, amb una superfície total, inclosa la llacuna, de 703 km². L'atol disposa de dos passos a l'interior de la llacuna: Aimonu al nord-oest i Haniuru al sud-oest.
La vila principal és Niutahi situada al nord-oest al costat del pas d'Aimonu i amb un aeròdrom prop de la vila. Els 429 habitants (cens del 2002) viuen de la producció de perles, de la pesca i el cultiu de copra i nono (fruit tropical de nom científic Morinda citrifolia).

## Història
Va ser descobert el vespre del 21 de maig del 1722 per Jacob Roggeveen que el va anomenar Avondstond ('vespre'). Un altre nom històric de l'atol és Hagenmeister.